# برنتسلاو
برنتسلاو (بالألمانية: Prenzlau) هي مدينة و بلدة ألمانية تقع في ألمانيا في براندنبورغ. يقدر عدد سكانها بـ 20,735 نسمة .

## المدن التوأمة
مدن أوستر (سويسرا)، شفيدت، بوخفيستنيفو، فارينا، Barlinek و Świdwin هي مدن توأمة لـبرنتسلاو.

## أعلام
- بول هيرتش
- إرنست كريستيان فريدريش شيرينغ
- هوبير فينكلر
- أوتو كايزر
- أوسكار فلوريانوس بلومنر